# Solenopsis pygmaea
Solenopsis pygmaea är en myrart som beskrevs av Auguste-Henri Forel 1901. Solenopsis pygmaea ingår i släktet eldmyror, och familjen myror. Inga underarter finns listade i Catalogue of Life.